# Jakob Fugger
Jakob Fugger of the Lily (tiếng Đức: Jakob Fugger von der Lilie) (6 tháng 3 năm 1459 - 30 tháng 12 năm 1525), còn được gọi là Jakob Fugger giàu có hoặc Jakob II, là một thương gia lớn, doanh nhân khai thác khoáng sản và chủ ngân hàng của châu Âu. Ông là hậu duệ của gia tộc buôn bán Fugger tại thành phố Hoàng gia Tự do ở Augsburg, nơi ông được sinh ra và sau này được nâng địa vị lên thông qua hôn nhân thành Đại công dân của Augsburg (tiếng Đức: Großbürger zu Augsburg). Trong vòng một vài thập kỷ, ông đã mở rộng công ty gia đình trở thành một doanh nghiệp hoạt động trên khắp châu Âu. Ông bắt đầu học nghề ở tuổi 14 tại Venice, và ở đó cho đến năm 1487. Đồng thời ông là một giáo sĩ và là một người tài trợ tôn giáo, mặc dù ông chưa bao giờ sống trong một tu viện. Fugger được cho là một trong những người giàu có nhất trong lịch sử hiện đại, cùng với những nhà sản xuất công nghiệp của đầu thế kỷ 20 như John D. Rockefeller và Andrew Carnegie.
Nền tảng của sự giàu có của gia đình ông đã được tạo ra chủ yếu do thương mại dệt may với Ý. Công ty phát triển nhanh chóng sau khi anh em Ulrich, Georg và Jakob bắt đầu giao dịch ngân hàng với Gia tộc Habsburg và Giáo triều Roma, và cùng thời điểm đó cũng bắt đầu các hoạt động khai thác mỏ ở Tyrol. Từ năm 1494 công ty khai thác bạc và đồng tại Bohemia và Vương quốc Hungary. Cho đến năm 1525 công ty cũng có quyền khai thác thủy ngân và chu sa tại Almadén.
Sau năm 1487, Jakob Fugger là người đứng đầu trên thực tế của hoạt động kinh doanh nhà Fugger, sau đó có được độc quyền trên thị trường đồng châu Âu. Đồng từ Thượng Hungary được chuyển qua Antwerp tới Lisbon, và tiếp đó chở tới Ấn Độ. Jakob Fugger cũng góp phần vào việc thám hiểm thương mại đầu tiên và duy nhất đến Ấn Độ do các thương gia Đức hợp tác. Đây là một hạm đội Bồ Đào Nha đến bờ biển Tây Ấn Độ (1505-1506) và một cuộc thám hiểm thương mại Tây Ban Nha (thất bại) đến quần đảo Maluku.
Với hỗ trợ của ông đối với gia tộc Habsburg với tư cách chủ ngân hàng, ông đã có ảnh hưởng quyết định đối với chính trị châu Âu tại thời điểm đó. Ông tài trợ cho việc lên ngôi của Maximilian I và chi một số tiền đáng kể để đảm bảo cho việc vua Tây Ban Nha Charles V trở thành Hoàng đế La Mã Thần thánh. Jakob Fugger còn tài trợ cho các cuộc hôn nhân mà sau này dẫn đến việc Nhà Habsburg có được các vương quốc Bohemia và Hungary.
Jakob Fugger bảo đảm di sản và sự nổi tiếng lâu dài của mình bằng cách xây dựng các công trình tại Augsburg. Ông đã tài trợ cho việc xây dựng một nhà thờ từ năm 1509 tới năm 1512 và đây là công trình xây dựng Phục Hưng đầu tiên của nước Đức và chứa hầm mộ của ba anh em Ulrich, Georg and Jakob. Hệ thống nhà ở xã hội Fuggerei do Jakob thành lập năm 1521 cho thợ thuyền và những người kiếm tiền từng ngày là hệ thống nhà ở xã hội lâu đời nhất còn được sử dụng cho đến hiện tại. The Damenhof, một phần của nhà phức hợp Fuggerhäuser tại Augsburg, là tòa nhà phục hưng thế tục đầu tiên tại Đức và được xây dựng năm 1515.
Qua đời ngày 30 tháng 12 năm 1525, Jakob Fugger để lại tài sản công ty của ông tổng cộng 2,032,652 guilders cho người cháu trai tên Anton Fugger. Ông là một trong những người Đức nổi tiếng nhất và có thể là công dân nổi tiếng nhất của Augsburg, với sự giàu có của mình ông có biệt danh "Fugger giàu có". Năm 1967 a một bức tượng bán thân của ông được đặt tại Walhalla, một đại sảnh danh dự gần Regensburg tôn vinh những người Đức nổi tiếng.